# Байрам (платформа)
Байрам — остановочный пункт Северо-Кавказской железной дороги в Дагестане.
Располагается на линии Гудермес — Махачкала II - Порт, в селе Станция Байрам.